# Associazione Calcio Ozo Mantova 1960-1961
Questa pagina raccoglie le informazioni riguardanti l'Associazione Calcio Ozo Mantova nelle competizioni ufficiali della stagione 1960-1961.

## Stagione
Nella stagione 1960-1961 il Mantova ha disputato il campionato di Serie B, un torneo a 20 squadre che prevede tre promozioni e tre retrocessioni, con 49 punti si piazza in seconda posizione ottenendo la promozione in Serie A con il Venezia che vince il torneo con 50 punti, ed il Palermo terzo con 46 punti. Scendono in Serie C la Triestina con 33 punti, il Foggia con 29 punti ed il Marzotto Valdagno con 20 punti.
La stagione 1960-1961 per l'Ozo Mantova è una stagione di svolta, perché per la prima volta porterà il Mantova in Serie A e perché sarà l'ultima sponsorizzata dall'Ozo, una ditta petrolifera che era proprietaria della raffineria sorta alle porte della città virgiliana. Nel pre campionato arriva subito l'eliminazione dalla Coppa Italia per mano del Brescia (3-1). Il Mantova parte lento anche in campionato, un solo punto nelle due trasferte al sud, poi inizia un cammino virtuoso che lo porterà ad essere campione d'inverno, primo in classifica al termine del girone di andata, battendo il 29 gennaio la Reggiana (5-1). La promozione si materializza con due turni d'anticipo il 21 maggio contro il Brescia battuto a Mantova (2-0). Con la promozione nella massima serie si avvera quello che fino a quattro anni prima pareva solo un sogno, i veri protagonisti dell'impresa che ha portato il Mantova dalla Serie D alla Serie A sono i due presidenti Arnaldo Bellini ed il dott. Giuseppe Nuvolari, con loro l'allenatore Edmondo Fabbri.

## Rosa
| N. |                   | Ruolo | Calciatore           |
| -- | ----------------- | ----- | -------------------- |
|    | Italia (bandiera) | D     | Giuseppe Bonfà       |
|    | Italia (bandiera) | D     | Beniamino Cancian    |
|    | Italia (bandiera) | C     | Dante Castellazzi    |
|    | Italia (bandiera) | A     | Nicola Chiricallo    |
|    | Italia (bandiera) | C     | Benedetto De Angelis |
|    | Italia (bandiera) | A     | Italo Del Negro      |
|    | Italia (bandiera) | P     | Mario Francalancia   |
|    | Italia (bandiera) | A     | Guido Furini         |
|    | Italia (bandiera) | C     | Gustavo Giagnoni     |
|    | Italia (bandiera) | C     | Antonio Giammarinaro |
|    | Italia (bandiera) | C     | Bruno Gioia          |

| N. |                   | Ruolo | Calciatore       |
| -- | ----------------- | ----- | ---------------- |
|    | Italia (bandiera) | D     | Aurelio Gerin    |
|    | Italia (bandiera) | C     | Renzo Longhi     |
|    | Italia (bandiera) | D     | Mario Magagnotti |
|    | Italia (bandiera) | D     | Fabio Mariotto   |
|    | Italia (bandiera) | D     | Carlo Morganti   |
|    | Italia (bandiera) | P     | William Negri    |
|    | Italia (bandiera) | D     | Sergio Pini      |
|    | Italia (bandiera) | A     | Ettore Recagni   |
|    | Italia (bandiera) | C     | Luigi Simoni     |
|    | Italia (bandiera) | D     | Ermanno Tarabbia |
|    | Italia (bandiera) | A     | Renzo Uzzecchini |

## Risultati

### Serie B

#### Girone di andata
| Arbitro: | D'Agostini (Roma) |

|                                |           |  |
| Fraschini 45’, 57’ Ciccolo 83’ | Marcatori |  |

| Palermo 2 ottobre 1960 2ª giornata | Palermo          | 0 – 0 | Ozo Mantova | Stadio La Favorita\| Arbitro: \| Sbardella (Roma) \| |
| Arbitro:                           | Sbardella (Roma) |       |             |                                                      |

| Arbitro: | Righetti (Torino) |

|                             |           |             |
| Uzzecchini 25’ Giagnoni 50’ | Marcatori | 27’ Rebizzi |

| Foggia 16 ottobre 1960 4ª giornata | Foggia & Incedit | 0 – 0 | Ozo Mantova | Stadio Pino Zaccheria\| Arbitro: \| Gazzano (Genova) \| |
| Arbitro:                           | Gazzano (Genova) |       |             |                                                         |

| Arbitro: | Gambarotta (Genova) |

|                                            |           |  |
| Giammarinaro 7’ Recagni 35’ Uzzecchini 41’ | Marcatori |  |

| Arbitro: | Adami (Roma) |

|  |           |              |
|  | Marcatori | 36’ Morganti |

| Arbitro: | Samani (Trieste) |

|                        |           |  |
| Taglioretti 17’ (aut.) | Marcatori |  |

| Arbitro: | Sbardella (Roma) |

|                     |           |                                                             |
| Bean 3’ Pesaola 19’ | Marcatori | 12’ Recagni 29’ Giagnoni 52’ (aut.) Beraldo 82’ Castellazzi |

| Arbitro: | De Robbio (Torre Annunziata) |

|             |           |             |
| Fanello 73’ | Marcatori | 10’ Recagni |

| Arbitro: | Righetti (Torino) |

|                |           |  |
| Uzzecchini 24’ | Marcatori |  |

| Arbitro: | Leita (Udine) |

|                                |           |  |
| Uzzecchini 17’ Castellazzi 47’ | Marcatori |  |

| Arbitro: | Lo Bello (Siracusa) |

|              |           |  |
| Leonardi 82’ | Marcatori |  |

| Arbitro: | Ascari (Carpi) |

|  |           |               |
|  | Marcatori | 13’ Basiliani |

| Arbitro: | Righi (Milano) |

|               |           |  |
| Stefanini 27’ | Marcatori |  |

| Arbitro: | Parisi (Messina) |

|                                   |           |                  |
| Recagni 10’, 44’ Giammarinaro 74’ | Marcatori | 55’ (aut.) Negri |

| Novara 8 gennaio 1961 16ª giornata | Novara           | 0 – 0 | Ozo Mantova | Stadio Comunale\| Arbitro: \| Sbardella (Roma) \| |
| Arbitro:                           | Sbardella (Roma) |       |             |                                                   |

| Arbitro: | Rebuffo (Milano) |

|                    |           |  |
| Rizzolini 54’, 62’ | Marcatori |  |

| Arbitro: | Annoscia (Bari) |

|                 |           |  |
| Castellazzi 77’ | Marcatori |  |

| Arbitro: | Leita (Udine) |

|                                                       |           |              |
| Uzzecchini 31’, 56’ De Angelis 33’ Del Negro 48’, 71’ | Marcatori | 75’ Tribuzio |

#### Girone di ritorno
| Mantova 5 febbraio 1961 20ª giornata | Ozo Mantova        | 0 – 0 | Messina | Stadio Danilo Martelli\| Arbitro: \| Sebastio (Taranto) \| |
| Arbitro:                             | Sebastio (Taranto) |       |         |                                                            |

| Mantova 12 febbraio 1961 21ª giornata | Ozo Mantova     | 0 – 0 | Palermo | Stadio Danilo Martelli\| Arbitro: \| Rigato (Mestre) \| |
| Arbitro:                              | Rigato (Mestre) |       |         |                                                         |

| Trieste 19 febbraio 1961 22ª giornata | Triestina        | 0 – 0 | Ozo Mantova | Stadio Giuseppe Grezar\| Arbitro: \| Sbardella (Roma) \| |
| Arbitro:                              | Sbardella (Roma) |       |             |                                                          |

| Arbitro: | Angonese (Mestre) |

|                |           |              |
| Uzzecchini 46’ | Marcatori | 57’ Compagno |

| Arbitro: | Righetti (Torino) |

|            |           |              |
| Busato 29’ | Marcatori | 56’ Giagnoni |

| Arbitro: | Sbardella (Roma) |

|                        |           |          |
| Tarabbia 3’ Simoni 20’ | Marcatori | 89’ Neri |

| Arbitro: | Babini (Ravenna) |

|                |           |                   |
| Calloni V. 60’ | Marcatori | 58’ (rig.) Longhi |

| Arbitro: | Leita (Udine) |

|                                       |           |  |
| Recagni 38’ Uzzecchini 46’ Simoni 49’ | Marcatori |  |

| Arbitro: | Francescon (Padova) |

|              |           |  |
| Giagnoni 83’ | Marcatori |  |

| Arbitro: | Marchese (Napoli) |

|                                            |           |                                |
| Raffin 11’, 35’ (rig.) De Paoli 43’ (rig.) | Marcatori | 23’ Giagnoni 41’ (rig.) Longhi |

| Monza 9 aprile 1961 30ª giornata | Simmenthal-Monza | 0 – 0 | Ozo Mantova | Stadio Gino Alfonso Sada\| Arbitro: \| Babini (Ravenna) \| |
| Arbitro:                         | Babini (Ravenna) |       |             |                                                            |

| Arbitro: | Samani (Trieste) |

|                                            |           |             |
| Giagnoni 57’ Tarabbia 64’ Giammarinaro 72’ | Marcatori | 11’ Nattino |

| Arbitro: | Angelini (Firenze) |

|  |           |                  |
|  | Marcatori | 66’ (rg.) Longhi |

| Mantova 7 maggio 1961 33ª giornata | Ozo Mantova    | 0 – 0 | Como | Stadio Danilo Martelli\| Arbitro: \| Cariani (Roma) \| |
| Arbitro:                           | Cariani (Roma) |       |      |                                                        |

| Arbitro: | Lo Bello (Siracusa) |

|            |           |                               |
| Florio 20’ | Marcatori | 15’ Simoni 61’ (rig.) Recagni |

| Arbitro: | Genel (Trieste) |

|                |           |  |
| Uzzecchini 25’ | Marcatori |  |

| Arbitro: | Leita (Udine) |

|                   |           |  |
| Uzzecchini 4’, 9’ | Marcatori |  |

| Arbitro: | Samani (Trieste) |

|                      |           |  |
| Buratti 22’ Beni 78’ | Marcatori |  |

| Reggio Emilia 4 giugno 1961 38ª giornata | Reggiana         | 0 – 0 | Ozo Mantova | Stadio Mirabello\| Arbitro: \| Jonni (Macerata) \| |
| Arbitro:                                 | Jonni (Macerata) |       |             |                                                    |

### Coppa Italia
| Arbitro: | Babini (Ravenna) |

|                                    |           |             |
| Turra 46’ Milanesi 92’ Albini 111’ | Marcatori | 85’ Recagni |

## Statistiche

### Statistiche di squadra
| Competizione | Punti | In casa | In casa | In casa | In casa | In casa | In casa | In trasferta | In trasferta | In trasferta | In trasferta | In trasferta | In trasferta | Totale | Totale | Totale | Totale | Totale | Totale | DR  |
| Competizione | Punti | G       | V       | N       | P       | Gf      | Gs      | G            | V            | N            | P            | Gf           | Gs           | G      | V      | N      | P      | Gf     | Gs     | DR  |
| ------------ | ----- | ------- | ------- | ------- | ------- | ------- | ------- | ------------ | ------------ | ------------ | ------------ | ------------ | ------------ | ------ | ------ | ------ | ------ | ------ | ------ | --- |
| Serie B      | 49    | 19      | 14      | 4       | 1       | 31      | 7       | 19           | 4            | 9            | 6            | 13           | 18           | 38     | 18     | 13     | 7      | 44     | 25     | +19 |
| Coppa Italia |       | -       | -       | -       | -       | -       | -       | 1            | 0            | 0            | 1            | 1            | 3            | 1      | 0      | 0      | 1      | 1      | 3      | -2  |
| Totale       |       | 19      | 14      | 4       | 1       | 31      | 7       | 20           | 4            | 9            | 7            | 14           | 21           | 39     | 18     | 13     | 8      | 45     | 28     | +17 |

### Statistiche dei giocatori
| Giocatore       | Serie B  | Serie B | Coppa Italia | Coppa Italia | Totale   | Totale |
| Giocatore       | Presenze | Reti    | Presenze     | Reti         | Presenze | Reti   |
| --------------- | -------- | ------- | ------------ | ------------ | -------- | ------ |
| G. Bonfà        | 2        | 0       | -            | -            | 2        | 0      |
| B. Cancian      | 33       | 0       | 1            | 0            | 34       | 0      |
| D. Castellazzi  | 24       | 3       | 1            | 0            | 25       | 3      |
| N. Chiricallo   | 3        | 0       | -            | -            | 3        | 0      |
| B. De Angelis   | 10       | 1       | -            | -            | 10       | 1      |
| I. Del Negro    | 24       | 2       | 1            | 0            | 25       | 2      |
| M. Francalancia | 1        | 0       | -            | -            | 1        | 0      |
| G. Furini       | 6        | 0       | -            | -            | 6        | 0      |
| G. Giagnoni     | 21       | 6       | 1            | 0            | 22       | 6      |
| A. Giammarinaro | 37       | 3       | 1            | 0            | 38       | 3      |
| B. Gioia        | 1        | 0       | -            | -            | 1        | 0      |
| A. Gerin        | 18       | 0       | -            | -            | 18       | 0      |
| R. Longhi       | 35       | 3       | 1            | 0            | 36       | 3      |
| M. Magagnotti   | 3        | 0       | -            | -            | 3        | 0      |
| F. Mariotto     | 1        | 0       | -            | -            | 1        | 0      |
| C. Morganti     | 19       | 1       | -            | -            | 19       | 1      |
| W. Negri        | 37       | -25     | 1            | -3           | 38       | -28    |
| S. Pini         | 21       | 0       | 1            | 0            | 22       | 0      |
| E. Recagni      | 34       | 8       | 1            | 1            | 35       | 9      |
| L. Simoni       | 20       | 3       | 1            | 0            | 21       | 3      |
| E. Tarabbia     | 37       | 2       | 1            | 0            | 38       | 2      |
| R. Uzzecchini   | 31       | 11      | 1            | 0            | 32       | 11     |